# Godfrey Chitalu
Godfrey Chitalu (Luanshya, 22 ottobre 1947 – Oceano Atlantico, 27 aprile 1993) è stato un calciatore e allenatore di calcio zambiano, di ruolo attaccante.
Fu eletto per cinque volte calciatore zambiano dell'anno.

## Carriera

### Giocatore

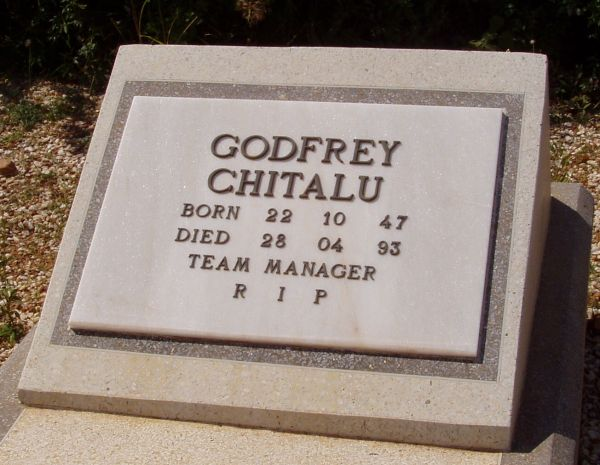
La lapide di Chitalu a Lusaka

Inizia a giocare nel Roan United per poi trasferirsi al Kitwe United nel 1967. Nel 1968 mette a segno 81 marcature, prima di passare ai rivali del Kabwe Warriors nel 1970. Con il Kabwe, nel 1972, realizza il record non ufficiale di reti in un solo anno solare, 107. Con il Kabwe vince tre campionati, una coppa nazionale e due Challenge Cup. In Nazionale gioca spesso, riuscendo a partecipare alla fase finale della Coppa delle nazioni africane 1978 svoltasi in Ghana.
Dopo aver forzatamente saltato i Giochi Olimpici di Montréal 1976 (lo Zambia era stato inserito in un girone di "ferro" con Germania Est, Brasile e Spagna, ma si era ritirato alla vigilia dei Giochi causa il boicottaggio promosso da quasi tutti i Paesi africani per la presenza della Nuova Zelanda, che intratteneva rapporti sportivi con il Sudafrica razzista) nel 1980 Chitalu partecipa ai Giochi olimpici di Mosca: calciatore più anziano della selezione, in tre gare - tutte perse dallo Zambia - riesce a segnare un paio di gol: uno contro l'Unione Sovietica nella partita persa 3-1 e uno contro il Venezuela (1:2).
Nel 2006 una selezione della CAF l'ha inserito tra i migliori 200 calciatori africani degli ultimi 50 anni.

### Allenatore
La sua carriera da allenatore inizia nel 1984 alla guida del Kabwe Warriors. Con questa squadra vince un titolo zambiano, due coppe nazionali e due Challenge Cup fino al 1991, anno in cui lascia l'incarico. Nel 1993 comincia ad allenare la Nazionale dello Zambia in vista delle qualificazioni al campionato mondiale di calcio 1994; la Nazionale supera il Gruppo H delle qualificazioni, giocatosi tra il 1992 e il 1993.

### Il record di reti
La Zambian Football Association (ZFA) ha avuto una lunga diatriba con la FIFA riguardo al presunto record di reti in un singolo anno solare da parte di Chitalu: realizzò 106 reti nell'anno solare 1972 (e 107 in 65 partite nella stagione 1972-1973), primato mai riconosciuto dalla FIFA, che ha sempre considerato valido quello di Gerd Müller con 85 reti. Questo record ufficiale è stato battuto da Lionel Messi, che ha messo a segno 91 reti nel corso del 2012. La FIFA ha successivamente incaricato un team indipendente per indagare ulteriormente la questione e presentare una contestazione ufficiale. Poco tempo dopo, attraverso Twitter, la Confederazione mondiale ha definitivamente affermato l'impossibilità di riconoscere qualsiasi primato in assenza di verificabilità.

### Morte
Il 27 aprile 1993, la Nazionale dello Zambia ha in programma un incontro valido per il raggruppamento B del secondo turno della fase a gironi in Senegal, nell'ambito delle qualificazioni al campionato mondiale del 1994. La partita si sarebbe dovuta giocare il 2 maggio. L'aereo che trasportava la Nazionale zambiana, dopo aver raggiunto Libreville (capitale del Gabon), cade in mare: le 30 persone a bordo dell'aereo periscono nell'incidente.
Era soprannominato UCAR dopo esser stato paragonato alle omonime batterie dal commentatore Dennis Liwewe.

## Statistiche

### Cronologia presenze e reti in nazionale
| Cronologia completa delle presenze e delle reti in nazionale ― Zambia | Cronologia completa delle presenze e delle reti in nazionale ― Zambia | Cronologia completa delle presenze e delle reti in nazionale ― Zambia | Cronologia completa delle presenze e delle reti in nazionale ― Zambia | Cronologia completa delle presenze e delle reti in nazionale ― Zambia | Cronologia completa delle presenze e delle reti in nazionale ― Zambia | Cronologia completa delle presenze e delle reti in nazionale ― Zambia | Cronologia completa delle presenze e delle reti in nazionale ― Zambia |
| Data                                                                  | Città                                                                 | In casa                                                               | Risultato                                                             | Ospiti                                                                | Competizione                                                          | Reti                                                                  | Note                                                                  |
| --------------------------------------------------------------------- | --------------------------------------------------------------------- | --------------------------------------------------------------------- | --------------------------------------------------------------------- | --------------------------------------------------------------------- | --------------------------------------------------------------------- | --------------------------------------------------------------------- | --------------------------------------------------------------------- |
| 29-6-1968                                                             | Lusaka                                                                | Zambia                                                                | 2 – 2                                                                 | Senegal                                                               | Amichevole                                                            | -                                                                     |                                                                       |
| 4-7-1968                                                              | Kitwe                                                                 | Zambia                                                                | 2 – 2                                                                 | Tunisia                                                               | Amichevole                                                            | 2                                                                     |                                                                       |
| 9-10-1968                                                             | Kampala                                                               | Uganda                                                                | 2 – 3                                                                 | Zambia                                                                | Amichevole                                                            | 1                                                                     |                                                                       |
| 12-10-1968                                                            | Mbale                                                                 | Uganda                                                                | 1 – 1                                                                 | Zambia                                                                | Amichevole                                                            | -                                                                     |                                                                       |
| 15-10-1968                                                            | Nairobi                                                               | Kenya                                                                 | 2 – 1                                                                 | Zambia                                                                | Amichevole                                                            | 1                                                                     |                                                                       |
| 23-10-1968                                                            | Kitwe                                                                 | Uganda                                                                | 7 – 1                                                                 | Zambia                                                                | Amichevole                                                            | 3                                                                     |                                                                       |
| 27-10-1968                                                            | Ndola                                                                 | Zambia                                                                | 4 – 2                                                                 | Sudan                                                                 | Qual. Mondiali 1970                                                   | 2                                                                     |                                                                       |
| 8-11-1968                                                             | Khartum                                                               | Sudan                                                                 | 4 – 2                                                                 | Zambia                                                                | Qual. Mondiali 1970                                                   | 1                                                                     |                                                                       |
| 11-11-1968                                                            | Lusaka                                                                | Zambia                                                                | 2 – 2                                                                 | Mauritius                                                             | Qual. Coppa d'Africa 1972                                             | 1                                                                     |                                                                       |
| 15-11-1968                                                            | Port Louis                                                            | Mauritius                                                             | 2 – 3                                                                 | Zambia                                                                | Qual. Coppa d'Africa 1972                                             | 1                                                                     |                                                                       |
| 27-6-1969                                                             | Lusaka                                                                | Zambia                                                                | 2 – 2                                                                 | Camerun                                                               | Qual. Coppa d'Africa 1972                                             | -                                                                     |                                                                       |
| 4-8-1969                                                              | Yaoundé                                                               | Camerun                                                               | 2 – 1                                                                 | Zambia                                                                | Qual. Coppa d'Africa 1972                                             | 1                                                                     |                                                                       |
| 30-8-1969                                                             | Lusaka                                                                | Zambia                                                                | 4 – 0                                                                 | Malawi                                                                | Amichevole                                                            | -                                                                     |                                                                       |
| 2-9-1969                                                              | Ndola                                                                 | Zambia                                                                | 5 – 0                                                                 | Capo Verde                                                            | Amichevole                                                            | 1                                                                     |                                                                       |
| 5-9-1969                                                              | Kitwe                                                                 | Zambia                                                                | 7 – 0                                                                 | Zimbabwe                                                              | Amichevole                                                            | 1                                                                     |                                                                       |
| 16-10-1970                                                            | Dar-es-Salaam                                                         | Tanzania                                                              | 1 – 1                                                                 | Zambia                                                                | Qual. Coppa d'Africa 1972                                             | -                                                                     |                                                                       |
| 5-11-1970                                                             | Lusaka                                                                | Zambia                                                                | 5 – 1                                                                 | Tanzania                                                              | Qual. Coppa d'Africa 1972                                             | 1                                                                     |                                                                       |
| 24-3-1971                                                             | Blantyre                                                              | Malawi                                                                | 5 – 4                                                                 | Zambia                                                                | Amichevole                                                            | 2                                                                     |                                                                       |
| 28-3-1971                                                             | Nairobi                                                               | Kenya                                                                 | 3 – 1                                                                 | Zambia                                                                | Amichevole                                                            | -                                                                     |                                                                       |
| 15-4-1971                                                             | Città del Capo                                                        | Sudafrica                                                             | 0 – 3                                                                 | Zambia                                                                | Amichevole                                                            | 2                                                                     |                                                                       |
| 7-6-1971                                                              | Lusaka                                                                | Zambia                                                                | 5 – 1                                                                 | Etiopia                                                               | Amichevole                                                            | -                                                                     |                                                                       |
| 13-6-1971                                                             | Ndola                                                                 | Zambia                                                                | 2 – 1                                                                 | Zaire                                                                 | Qual. Coppa d'Africa 1972                                             | -                                                                     |                                                                       |
| 20-6-1971                                                             | Kinshasa                                                              | Zaire                                                                 | 3 – 0                                                                 | Zambia                                                                | Qual. Coppa d'Africa 1972                                             | -                                                                     |                                                                       |
| 2-7-1971                                                              | Lusaka                                                                | Zambia                                                                | 3 – 0                                                                 | Cipro                                                                 | Amichevole                                                            | -                                                                     |                                                                       |
| 6-7-1971                                                              | Kitwe                                                                 | Zambia                                                                | 3 – 0                                                                 | Svezia                                                                | Amichevole                                                            | 1                                                                     |                                                                       |
| 11-7-1971                                                             | Ndola                                                                 | Zambia                                                                | 3 – 0                                                                 | Stati Uniti                                                           | Amichevole                                                            | 2                                                                     |                                                                       |
| 18-7-1971                                                             | Lusaka                                                                | Zambia                                                                | 4 – 2                                                                 | Guinea                                                                | Amichevole                                                            | -                                                                     |                                                                       |
| 25-7-1971                                                             | Ndola                                                                 | Zambia                                                                | 2 – 1                                                                 | Marocco                                                               | Amichevole                                                            | 1                                                                     |                                                                       |
| 16-10-1971                                                            | Kitwe                                                                 | Zambia                                                                | 0 – 2                                                                 | Botswana                                                              | Amichevole                                                            | -                                                                     |                                                                       |
| 20-10-1971                                                            | Ndola                                                                 | Zambia                                                                | 3 – 1                                                                 | Mozambico                                                             | Amichevole                                                            | -                                                                     |                                                                       |
| 24-10-1971                                                            | Lusaka                                                                | Zambia                                                                | 0 – 1                                                                 | Senegal                                                               | Amichevole                                                            | -                                                                     |                                                                       |
| 5-12-1971                                                             | Nairobi                                                               | Kenya                                                                 | 1 – 0                                                                 | Zambia                                                                | Amichevole                                                            | -                                                                     |                                                                       |
| 8-12-1971                                                             | Kisumu                                                                | Kenya                                                                 | 3 – 2                                                                 | Zambia                                                                | Amichevole                                                            | 1                                                                     |                                                                       |
| 13-12-1971                                                            | Garissa                                                               | Kenya                                                                 | 0 – 2                                                                 | Zambia                                                                | Amichevole                                                            | -                                                                     |                                                                       |
| 30-4-1972                                                             | Maseru                                                                | Lesotho                                                               | 0 – 0                                                                 | Zambia                                                                | Qual. Mondiali 1974                                                   | -                                                                     |                                                                       |
| 4-6-1972                                                              | Ndola                                                                 | Zambia                                                                | 6 – 1                                                                 | Lesotho                                                               | Qual. Mondiali 1974                                                   | 2                                                                     |                                                                       |
| 1-4-1973                                                              | Addis Abeba                                                           | Etiopia                                                               | 0 – 0                                                                 | Zambia                                                                | Qual. Mondiali 1974                                                   | -                                                                     |                                                                       |
| 22-4-1973                                                             | Ndola                                                                 | Zambia                                                                | 3 – 1                                                                 | Madagascar                                                            | Qual. Coppa d'Africa 1974                                             | 1                                                                     |                                                                       |
| 6-5-1973                                                              | Antananarivo                                                          | Madagascar                                                            | 2 – 1                                                                 | Zambia                                                                | Qual. Coppa d'Africa 1974                                             | 1                                                                     |                                                                       |
| 15-7-1973                                                             | Kitwe                                                                 | Zambia                                                                | 5 – 1                                                                 | Nigeria                                                               | Qual. Coppa d'Africa 1974                                             | -                                                                     |                                                                       |
| 29-7-1973                                                             | Lagos                                                                 | Nigeria                                                               | 3 – 2                                                                 | Zambia                                                                | Qual. Coppa d'Africa 1974                                             | -                                                                     |                                                                       |
| 4-11-1973                                                             | Lusaka                                                                | Zambia                                                                | 0 – 2                                                                 | Zaire                                                                 | Qual. Mondiali 1974                                                   | -                                                                     |                                                                       |
| 18-11-1973                                                            | Kinshasa                                                              | Zaire                                                                 | 2 – 1                                                                 | Zambia                                                                | Qual. Mondiali 1974                                                   | 1                                                                     |                                                                       |
| 25-11-1973                                                            | Tétouan                                                               | Marocco                                                               | 2 – 0                                                                 | Zambia                                                                | Qual. Mondiali 1974                                                   | -                                                                     |                                                                       |
| 10-12-1973                                                            | Nairobi                                                               | Kenya                                                                 | 3 – 1                                                                 | Zambia                                                                | Amichevole                                                            | 1                                                                     |                                                                       |
| 14-12-1973                                                            | Entebbe                                                               | Uganda                                                                | 2 – 0                                                                 | Zambia                                                                | Amichevole                                                            | -                                                                     |                                                                       |
| 2-3-1974                                                              | el-Mahalla el-Kubra                                                   | Zambia                                                                | 1 – 0                                                                 | Costa d'Avorio                                                        | Coppa d'Africa 1974 - 1º turno                                        | -                                                                     |                                                                       |
| 4-3-1974                                                              | Il Cairo                                                              | Egitto                                                                | 3 – 1                                                                 | Zambia                                                                | Coppa d'Africa 1974 - 1º turno                                        | 1                                                                     |                                                                       |
| 6-3-1974                                                              | el-Mahalla el-Kubra                                                   | Zambia                                                                | 1 – 0                                                                 | Uganda                                                                | Coppa d'Africa 1974 - 1º turno                                        | -                                                                     |                                                                       |
| 14-3-1974                                                             | Il Cairo                                                              | Zaire                                                                 | 2 – 0                                                                 | Zambia                                                                | Coppa d'Africa 1974 - Finale                                          | -                                                                     |                                                                       |
| 28-10-1974                                                            | Dar-es-Salaam                                                         | Tanzania                                                              | 1 – 0                                                                 | Zambia                                                                | Amichevole                                                            | -                                                                     |                                                                       |
| 30-10-1974                                                            | Nairobi                                                               | Kenya                                                                 | 2 – 3                                                                 | Zambia                                                                | Amichevole                                                            | -                                                                     |                                                                       |
| 15-2-1976                                                             | Chingola                                                              | Zambia                                                                | 1 – 3                                                                 | Nigeria                                                               | Amichevole                                                            | -                                                                     |                                                                       |
| 13-2-1977                                                             | Kampala                                                               | Uganda                                                                | 1 – 0                                                                 | Zambia                                                                | Qual. Mondiali 1978                                                   | -                                                                     |                                                                       |
| 27-2-1977                                                             | Ndola                                                                 | Zambia                                                                | 4 – 2                                                                 | Uganda                                                                | Qual. Mondiali 1978                                                   | 2                                                                     |                                                                       |
| 26-3-1977                                                             | Lusaka                                                                | Zambia                                                                | 8 – 1                                                                 | Malawi                                                                | Amichevole                                                            | 3                                                                     |                                                                       |
| 9-6-1977                                                              | Algeri                                                                | Algeria                                                               | 2 – 0                                                                 | Zambia                                                                | Qual. Coppa d'Africa 1978                                             | -                                                                     |                                                                       |
| 17-6-1977                                                             | Kitwe                                                                 | Zambia                                                                | 0 – 1                                                                 | Cuba                                                                  | Amichevole                                                            | -                                                                     |                                                                       |
| 25-6-1977                                                             | Lusaka                                                                | Zambia                                                                | 2 – 0                                                                 | Algeria                                                               | Qual. Coppa d'Africa 1978                                             | 2                                                                     |                                                                       |
| 15-7-1977                                                             | Il Cairo                                                              | Egitto                                                                | 2 – 0                                                                 | Zambia                                                                | Qual. Mondiali 1978                                                   | -                                                                     |                                                                       |
| 31-7-1977                                                             | Lusaka                                                                | Zambia                                                                | 0 – 0                                                                 | Egitto                                                                | Qual. Mondiali 1978                                                   | -                                                                     |                                                                       |
| 6-10-1977                                                             | Ndola                                                                 | Zambia                                                                | 3 – 1                                                                 | India                                                                 | Amichevole                                                            | -                                                                     |                                                                       |
| 11-10-1977                                                            | Chingola                                                              | Zambia                                                                | 3 – 1                                                                 | Cina                                                                  | Amichevole                                                            | 1                                                                     |                                                                       |
| 26-11-1977                                                            | Mogadiscio                                                            | Zambia                                                                | 4 – 2                                                                 | Tanzania                                                              | Coppa CECAFA                                                          | -                                                                     |                                                                       |
| 30-11-1977                                                            | Mogadiscio                                                            | Malawi                                                                | 1 – 0                                                                 | Zambia                                                                | Coppa CECAFA                                                          | -                                                                     |                                                                       |
| 5-12-1977                                                             | Mogadiscio                                                            | Kenya                                                                 | 2 – 4                                                                 | Zambia                                                                | Coppa CECAFA                                                          | 2                                                                     |                                                                       |
| 9-12-1977                                                             | Mogadiscio                                                            | Zambia                                                                | 1 – 1                                                                 | Uganda                                                                | Coppa CECAFA                                                          | 1                                                                     |                                                                       |
| 28-1-1978                                                             | Ndola                                                                 | Zambia                                                                | 6 – 1                                                                 | Guinea                                                                | Amichevole                                                            | 2                                                                     |                                                                       |
| 30-1-1978                                                             | Kitwe                                                                 | Zambia                                                                | 5 – 0                                                                 | Liberia                                                               | Amichevole                                                            | 1                                                                     |                                                                       |
| 5-2-1978                                                              | Lusaka                                                                | Zambia                                                                | 11 – 2                                                                | eSwatini                                                              | Amichevole                                                            | 3                                                                     |                                                                       |
| 5-3-1978                                                              | Accra                                                                 | Ghana                                                                 | 2 – 1                                                                 | Zambia                                                                | Coppa d'Africa 1978 - 1º turno                                        | -                                                                     |                                                                       |
| 10-3-1978                                                             | Accra                                                                 | Zambia                                                                | 0 – 0                                                                 | Nigeria                                                               | Coppa d'Africa 1978 - 1º turno                                        | -                                                                     |                                                                       |
| 18-6-1978                                                             | Blantyre                                                              | Malawi                                                                | 1 – 2                                                                 | Zambia                                                                | Amichevole                                                            | -                                                                     |                                                                       |
| 25-6-1978                                                             | Lusaka                                                                | Zambia                                                                | 0 – 0                                                                 | Camerun                                                               | Amichevole                                                            | -                                                                     |                                                                       |
| 28-10-1978                                                            | Ndola                                                                 | Zambia                                                                | 0 – 3                                                                 | Algeria                                                               | Amichevole                                                            | -                                                                     |                                                                       |
| 6-11-1978                                                             | Blantyre                                                              | Zambia                                                                | 2 – 1                                                                 | Uganda                                                                | Coppa CECAFA                                                          | 1                                                                     |                                                                       |
| 8-11-1978                                                             | Blantyre                                                              | Zambia                                                                | 4 – 0                                                                 | Somalia                                                               | Coppa CECAFA                                                          | 2                                                                     |                                                                       |
| 10-11-1978                                                            | Blantyre                                                              | Malawi                                                                | 2 – 1                                                                 | Zambia                                                                | Coppa CECAFA                                                          | -                                                                     |                                                                       |
| 13-11-1978                                                            | Blantyre                                                              | Zambia                                                                | 9 – 0                                                                 | Kenya                                                                 | Coppa CECAFA                                                          | 3                                                                     |                                                                       |
| 17-11-1978                                                            | Blantyre                                                              | Zambia                                                                | 4 – 0                                                                 | Uganda                                                                | Coppa CECAFA                                                          | 4                                                                     |                                                                       |
| 20-11-1978                                                            | Blantyre                                                              | Camerun                                                               | 3 – 2                                                                 | Zambia                                                                | Coppa CECAFA                                                          | 1                                                                     |                                                                       |
| 15-4-1979                                                             | Blantyre                                                              | Malawi                                                                | 0 – 2                                                                 | Zambia                                                                | Qual. Coppa d'Africa 1980                                             | 1                                                                     |                                                                       |
| 29-4-1979                                                             | Lusaka                                                                | Zambia                                                                | 2 – 0                                                                 | Malawi                                                                | Qual. Coppa d'Africa 1980                                             | 1                                                                     |                                                                       |
| 24-6-1979                                                             | Ndola                                                                 | Zambia                                                                | 4 – 1                                                                 | Zaire                                                                 | Amichevole                                                            | -                                                                     |                                                                       |
| 30-6-1979                                                             | Kinshasa                                                              | Zaire                                                                 | 1 – 2                                                                 | Zambia                                                                | Amichevole                                                            | 1                                                                     |                                                                       |
| 11-8-1979                                                             | Dar-es-Salaam                                                         | Tanzania                                                              | 1 – 0                                                                 | Zambia                                                                | Qual. Coppa d'Africa 1980                                             | -                                                                     |                                                                       |
| 26-8-1979                                                             | Lusaka                                                                | Zambia                                                                | 1 – 1                                                                 | Tanzania                                                              | Qual. Coppa d'Africa 1980                                             | -                                                                     |                                                                       |
| 4-11-1979                                                             | Nairobi                                                               | Uganda                                                                | 1 – 2                                                                 | Zambia                                                                | Coppa CECAFA                                                          | 1                                                                     |                                                                       |
| 6-11-1979                                                             | Nairobi                                                               | Tanzania                                                              | 2 – 2                                                                 | Zambia                                                                | Coppa CECAFA                                                          | 1                                                                     |                                                                       |
| 10-11-1979                                                            | Nairobi                                                               | Kenya                                                                 | 3 – 1                                                                 | Zambia                                                                | Coppa CECAFA                                                          | -                                                                     |                                                                       |
| 25-11-1979                                                            | Maseru                                                                | Lesotho                                                               | 0 – 5                                                                 | Zambia                                                                | Qual. Olimpiadi 1980                                                  | 2                                                                     |                                                                       |
| 23-2-1980                                                             | Il Cairo                                                              | Egitto                                                                | 4 – 1                                                                 | Zambia                                                                | Qual. Olimpiadi 1980                                                  | -                                                                     |                                                                       |
| 19-4-1980                                                             | Bulawayo                                                              | Zimbabwe                                                              | 2 – 1                                                                 | Zambia                                                                | Amichevole                                                            | -                                                                     |                                                                       |
| 22-4-1980                                                             | Salisbury                                                             | Tanzania                                                              | 0 – 2                                                                 | Zambia                                                                | Amichevole                                                            | 1                                                                     |                                                                       |
| 4-5-1980                                                              | Lusaka                                                                | Zambia                                                                | 1 – 1                                                                 | Malawi                                                                | Amichevole                                                            | -                                                                     |                                                                       |
| 18-5-1980                                                             | Addis Abeba                                                           | Etiopia                                                               | 0 – 0                                                                 | Zambia                                                                | Qual. Mondiali 1982                                                   | -                                                                     |                                                                       |
| 1-6-1980                                                              | Ndola                                                                 | Zambia                                                                | 4 – 0                                                                 | Etiopia                                                               | Qual. Mondiali 1982                                                   | 2                                                                     |                                                                       |
| 7-6-1980                                                              | Ndola                                                                 | Zambia                                                                | 2 – 1                                                                 | Zimbabwe                                                              | Amichevole                                                            | -                                                                     |                                                                       |
| 15-6-1980                                                             | Blantyre                                                              | Malawi                                                                | 2 – 0                                                                 | Zambia                                                                | Amichevole                                                            | -                                                                     |                                                                       |
| 29-6-1980                                                             | Chingola                                                              | Zambia                                                                | 5 – 0                                                                 | Kenya                                                                 | Amichevole                                                            | 3                                                                     |                                                                       |
| 20-7-1980                                                             | Leningrado                                                            | Cuba                                                                  | 1 – 0                                                                 | Zambia                                                                | Olimpiadi 1980 - 1º turno                                             | -                                                                     |                                                                       |
| 22-7-1980                                                             | Mosca                                                                 | Unione Sovietica                                                      | 3 – 1                                                                 | Zambia                                                                | Olimpiadi 1980 - 1º turno                                             | 1                                                                     |                                                                       |
| 24-7-1980                                                             | Leningrado                                                            | Venezuela                                                             | 2 – 1                                                                 | Zambia                                                                | Olimpiadi 1980 - 1º turno                                             | 1                                                                     |                                                                       |
| 30-8-1980                                                             | Bulawayo                                                              | Zimbabwe                                                              | 1 – 1                                                                 | Zambia                                                                | Amichevole                                                            | 1                                                                     |                                                                       |
| 5-9-1980                                                              | Salisbury                                                             | Camerun                                                               | 1 – 2                                                                 | Zambia                                                                | Amichevole                                                            | -                                                                     |                                                                       |
| 2-11-1980                                                             | Lusaka                                                                | Zambia                                                                | 1 – 1                                                                 | Angola                                                                | Amichevole                                                            | 1                                                                     |                                                                       |
| 16-11-1980                                                            | Marrakech                                                             | Marocco                                                               | 2 – 0                                                                 | Zambia                                                                | Qual. Mondiali 1982                                                   | -                                                                     |                                                                       |
| 30-11-1980                                                            | Lusaka                                                                | Zambia                                                                | 2 – 0                                                                 | Marocco                                                               | Qual. Mondiali 1982                                                   | -                                                                     |                                                                       |
| 7-12-1980                                                             | Kisumu                                                                | Kenya                                                                 | 1 – 1                                                                 | Zambia                                                                | Amichevole                                                            | 1                                                                     |                                                                       |
| 10-12-1980                                                            | Nairobi                                                               | Kenya                                                                 | 2 – 0                                                                 | Zambia                                                                | Amichevole                                                            | -                                                                     |                                                                       |
| 13-12-1980                                                            | Garissa                                                               | Kenya                                                                 | 2 – 1                                                                 | Zambia                                                                | Amichevole                                                            | 1                                                                     |                                                                       |
| Totale                                                                |                                                                       | Presenze                                                              | 111                                                                   |                                                                       | Reti                                                                  | 79                                                                    |                                                                       |

## Palmarès

### Giocatore

#### Club
- Super Division (Zambia): 3

Kabwe Warriors: 1970, 1971, 1972
- Coppa dello Zambia: 1

Kabwe Warriors: 1972
- Zambian Challenge Cup: 2

Kabwe Warriors: 1970, 1972

### Allenatore

#### Club
- Super Division (Zambia): 1

Kabwe Warriors: 1987
- Coppa dello Zambia: 2

Kabwe Warriors: 1984, 1987
- Zambian Challenge Cup: 2

Kabwe Warriors: 1989, 1991